# Zoraida sudanica
Zoraida sudanica är en insektsart som beskrevs av Synave 1973. Zoraida sudanica ingår i släktet Zoraida och familjen Derbidae. Inga underarter finns listade i Catalogue of Life.